# Tulipanowa gorączka (film)
Tulipanowa gorączka (ang. Tulip Fever) – amerykańsko-brytyjski melodramat z 2017 roku w reżyserii Justina Chadwicka, powstały na podstawie powieści pod tym samym tytułem z 1999 roku autorstwa Deborah Moggach. Wyprodukowany przez wytwórnię The Weinstein Company. Główne role w filmie zagrali Alicia Vikander, Dane DeHaan, Zach Galifianakis, Judi Dench, Christoph Waltz i Cara Delevingne.
Premiera filmu odbyła się 10 sierpnia 2017 w Wielkiej Brytanii. Trzy tygodnie później, 1 września, obraz trafił do kin na terenie Stanów Zjednoczonych. W Polsce premiera filmu odbyła się 8 września 2017.

## Fabuła
Akcja filmu rozgrywa się w XVII wieku w Amsterdamie w roku 1637 w czasie tzw. "tulipanowej gorączki". Wpływowy kupiec Cornelis Sandvoort (Christoph Waltz) ma młodszą żonę Sophię (Alicia Vikander). Pewnego dnia Cornelis zleca artyście Janowi van Loosowi (Dane DeHaan) namalowanie portretu Sophii. Nie zauważa, że między malarzem a modelką rodzi się uczucie. Kochankowie planują wspólną wycieczkę i próbują zdobyć pieniądze potrzebne na wyrwanie się z Amsterdamu, inwestując wszystkie oszczędności na giełdzie tulipanów.

## Obsada
- Alicia Vikander jako Sophia Sandvoort, żona Cornelisa
- Dane DeHaan jako Jan van Loos
- Jack O’Connell jako William
- Zach Galifianakis jako Gerrit
- Judi Dench jako Ksieni
- Christoph Waltz jako Cornelis Sandvoort, mąż Sophii
- Holliday Grainger jako Maria
- Matthew Morrison jako Mattheus
- Cara Delevingne jako Annetje
- Tom Hollander jako doktor Sorgh
- Cressida Bonas jako panna Steen
- Kevin McKidd jako Johan De Bye

## Produkcja
Zdjęcia do filmu kręcono w czerwcu i lipcu 2014 roku na terenie Anglii w następujących lokalizacjach: Cobham Hall (hrabstwo Kent), Kentwell Hall (Suffolk), Tilbury (Essex), Holkham i katedra w Norwich (Norfolk).

## Odbiór
Film Tulipanowa gorączka spotkał się z negatywną reakcją krytyków. W serwisie Rotten Tomatoes 10% z 61 recenzji jest pozytywne, a średnia ocen wyniosła 4,4 na 10. Na portalu Metacritic średnia ocen z 21 recenzji wyniosła 38 punktów na 100.